# La Zapotera
La Zapotera är en ort i Mexiko.   Den ligger i kommunen Poncitlán och delstaten Jalisco, i den centrala delen av landet, 400 km väster om huvudstaden Mexico City. La Zapotera ligger 1 529 meter över havet och antalet invånare är 717.
Terrängen runt La Zapotera är kuperad norrut, men söderut är den platt. Terrängen runt La Zapotera sluttar söderut.  Trakten runt La Zapotera är nära nog obefolkad, med mindre än två invånare per kvadratkilometer. Närmaste större samhälle är Ocotlán, 14,0 km öster om La Zapotera. 